# إذخر بوتاني
إذخر بوتاني (الاسم العلمي:Cymbopogon bhutanicus) هو نوع من النباتات يتبع جنس الإذخر من الفصيلة النجيلية.